# Абдуллаєв Міллібай
Міллібай (Мелібай) Абдуллаєв (1893, кишлак Кум біля Коканду, тепер Фергаанської області, Узбекистан — ?) — радянський узбецький державний діяч, 1-й секретар Кокандського міського комітету КП(б) Узбекистану, голова Кокандського райвиконкому, голова колгоспу імені Сталіна Кокандського району Ферганської області. Депутат Верховної ради СРСР 1—3-го скликань.

## Життєпис
Народився у багатодітній бідній селянській родині. З 1911 року наймитував, працював на бавовноочисному заводі купця Швецова чорноробом, потім кочегаром.
З 1918 по 1924 рік брав участь у громадянській війні та боротьбі із басмачами: член першої Кокандської міської ради, голова революційного комітету Гавханінського кишлака, голова революційного комітету Кайнарської волості, помічник уповноваженого Всеросійської надзвичайної комісії (ЧК)/ОДПУ.
З 1924 року перебував на навчанні.
З 1926 року — голова виконавчого комітету Араванської повітової ради.
Член ВКП(б) з 1927 року.
З 1928 року — голова виконавчого комітету Ферганської приміської районної ради.
Був одним із організаторів земельної реформи та «народного швидкісного» іригаційного будівництва в Узбецькій РСР. На початку 1930-х років організовував перші колгоспи.
У 1932—1935 роках — начальник міжрайонного управління робітничо-селянської міліції ОДПУ в Коканді та Намангані.
З 1937 року — 1-й секретар Кокандського міського комітету КП(б) Узбекистану.
З березня 1939 року — начальник управління Великого Ферганського каналу імені Сталіна.
У 1940—1949 роках — голова виконавчого комітету Кокандської районної ради депутатів трудящих Ферганської області.
З 1949 року — голова правління колгоспу імені Сталіна Кайнарської сільської ради Кокандського району Ферганської області.
Наприкінці 1950-х років працював заступником директора Кокандського суперфосфатного заводу.
Потім — на пенсії.

## Нагороди
- орден Вітчизняної війни ІІ ст.
- три ордени Трудового Червоного Прапора (25.12.1944,)
- орден «Знак Пошани»
- медалі
- Почесний громадянин міста Коканда (1967)